# 조성진 (기업인)
조성진(趙成珍, 1956년~ )은 대한민국의 기업인으로, LG전자의 대표이사 부회장이다.

## 주요 프로필
주요 프로필은 다음과 같다.
- 용산공업고등학교
- 금성사 전기설계실 입사(1976)
- 금성사 전기회전기설계실 기정보(1985)
- 금성사 전기회전기설계실 기정(1987)
- 금성사 전기회전기설계실 기감보(1991)
- LG전자 세탁기설계실 부장(1995)
- LG전자 세탁기연구실장 연구위원 상무(2001)
- LG전자 세탁기사업부장(2005)
- LG전자 세탁기사업부장 부사장(2007)
- LG전자 HA(홈어플라이언스)사업본부장 사장(2013)
- LG전자 H&A(홈어플라이언스앤에어솔루션)사업본부장 사장(2014)
- LG전자 H&A사업본부장 대표이사 사장(2015)
- LG전자 대표이사 CEO 부회장(2017)